# Bebe Rexha
Bleta Rexha (Brooklyn, Nueva York; 30 de agosto de 1989), más conocida como Bebe Rexha (pronunciado [ˌblɛta ɾɛd͡ʒa] en albanés y /ˈrɛksə/ en inglés), es una cantante y compositora estadounidense de origen albanés, que saltó a la fama por colaborar en el sencillo «Take Me Home» del grupo de disc-jockeys Cash Cash y por tener dos nominaciones a los premios Grammy. Conocida por colaborar en la canción «Me, Myself & I» con el rapero G-Eazy, la cual llegó al top 10 de la lista Hot 100 de Billboard ,participó en «Back to You» de Louis Tomlinson, y también por colaborar en el sencillo «Hey Mama» de David Guetta. También es reconocida por escribir canciones como «The Monster» de Eminem y Rihanna, entre otros.
En el año 2015 lanzó profesionalmente su primer EP titulado I Don't Wanna Grow Up. En marzo de 2016 lanzó su sencillo «No Broken Hearts», con la colaboración de Nicki Minaj, en julio del mismo año lanzó junto al DJ Martin Garrix «In the Name of Love», canción que logró llegar al top 40 en Estados Unidos. Ese mismo año lanzó «I Got You», sencillo líder de su EP All Your Fault: Pt. 1 y su segunda parte titulada All Your Fault: Pt. 2. En octubre del 2017 lanzó el sencillo «Meant to Be» con la colaboración de Florida Georgia Line el cual formó parte de su álbum debut titulado Expectations (2018). En febrero de 2019 lanzó la canción «Last Hurrah».

## Primeros años
Bleta Rexha nació el 30 de agosto de 1989, en Brooklyn, Nueva York, y fue criada en Staten Island por padres musulmanes albaneses. Su padre, Flamur Rexha, nació en Tirana (Albania) y emigró a los EE. UU. a la edad de 21 años, mientras que su madre, Bukurije Rexha, nació en los EE. UU. en una familia de origen albanés descendiente de Gostivar en Macedonia del Norte, gracias a esto Rexha visitó varias veces a su abuela en dicho país. En albanés, Bleta significa "abeja"; derivado de esto, Rexha se dio el apodo de "Bebe" como parte de su nombre artístico. A la edad de 6 años, Bleta y su familia se mudaron más tarde a Staten Island (Nueva York).
En su escuela primaria, Rexha tocó la trompeta durante más de nueve años, mientras aprendía a tocar la guitarra y el piano. Rexha asistió a Tottenville High School en Staten Island, donde ella participó en una variedad de musicales. Ella también se unió al coro, mientras que todavía estaba en la escuela secundaria. Después de unirse al coro, descubrió que su voz era una soprano de coloratura.
Cuando era adolescente, Rexha presentó una canción para ser presentada en el evento anual de los National Academy of Recording Arts & Sciences "Grammy Day". Rexha ganó el premio a la mejor compositora adolescente, superando a otros 700 participantes. Como resultado, ella firmó un contrato con la cazadora de talentos Samantha Cox, que animó a Rexha a inscribirse en clases de composición en la ciudad de Nueva York.

### Vida personal
Rexha apoya a la comunidad LGTBIQ+, y se identifica a sí misma como «fluida». En abril de 2019, la cantante reveló, en una nota personal para sus fanáticos, que padece el trastorno bipolar.

## Carrera musical

### 2010-2012: Inicios con Black Cards
La carrera de Rexha comenzó después de que ella tuvo un encuentro casual con el bajista de Fall Out Boy, Pete Wentz, en un estudio de grabación de Nueva York en 2010. Ella se convertiría en la primera voz del nuevo proyecto experimental de Wentz, "Black Cards". La banda tocó una variedad de espectáculos en vivo y lanzaron varios sencillos y re-mezclas. En enero de 2012, Wentz anunció que Rexha había dejado la banda para dedicarse a otras actividades.

### 2013-2015: Debut en solitario, The Monster y I Don't Wanna Grow Up

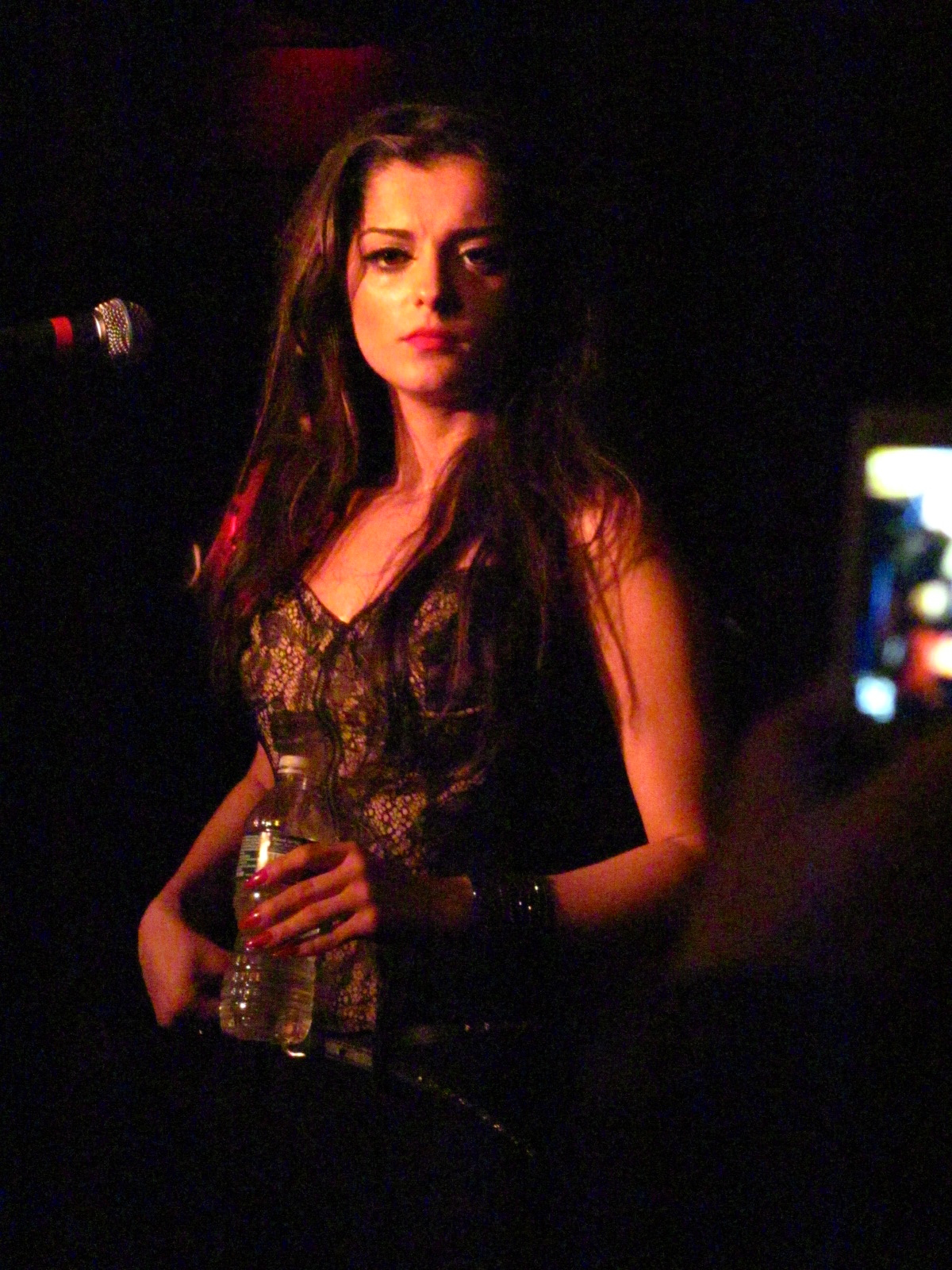
La canción, "Monster Under My Bed", escrita por Bebe Rexha, originalmente estaba destinada a ser utilizada en su propio álbum debut. El coro se plagio y finalmente se acredito más tarde para "The Monster".

En noviembre de 2012, Rexha había comenzado a escribir y producir "Monster Under My Bed" junto a Jon Bellion, Frequency y Aaliasen, y se pretendía que se incluyera en su próximo álbum debut. Intentó hacer su primer contrato discográfico al enviar a compañías dicha canción, pero todas se negaron a darle un contrato. Rexha no se rindió y pudo conseguir un supuesto correo electrónico de Eminem y le envío la canción para que él la apoyará y la cantará junto a ella, pero no obtuvo una respuesta. Eminem recibió dicho correo electrónico y al escuchar el tema quedó enganchado, se la envío a Rihanna y a los pocos días la grabaron, incluso dejaron la voz de Rexha en el post coro ya que Rihanna no pudo llegar al tono con su timbre. El 22 de octubre, Eminem reveló la lista de canciones de su octavo álbum de estudio, The Marshall Mathers LP 2, incluido "The Monster", en el que se acreditó a Rihanna como artista invitada. Rexha no obtuvo créditos por dicha composición y al enterarse de esto decidió demandar a Eminem por plagio. Finalmente ganó la demanda al mostrar pruebas del proceso de creación y composición junto a sus dos amigos instrumentistas obtuvo créditos como compositora y comenzó a recibir regalías por dicha canción. The Monster llegó a la cima de muchos charts incluidos el Billboard Hot 100 y el Billboard Hot R&B/Hip-Hop Songs.
En 2013, incursionó de forma más enfocada y profesional en el mundo de la música como solista, tras haber sido colaboradora en el tema «Take Me Home», del grupo Cash Cash. Ese mismo año, firmó con Warner Bros. Records. Antes de firmar, había escrito varias canciones, incluyendo «Like a Champion» para Selena Gomez y «Glowing» para Nikki Williams.
El 21 de marzo de 2014, lanzó su primer sencillo profesional «I Can't Stop Drinking About You». Alcanzó el número 22 en la lista Top Heatseekers de Billboard. El video musical se estrenó el 12 de agosto de 2014 y se inspiró en las imágenes de películas como Inocencia interrumpida y Melancolía. Lanzó dos sencillos más, «I'm Gonna Show You Crazy» y «Gone», en diciembre de 2014. El 12 de mayo de 2015, estrenó su primer EP a través de Warner Bros. Records I Don't Wanna Grow Up.
A principios de 2014, colaboró en la canción del rapero Pitbull «This is Not a Drill». Coescribió y apareció en la canción de David Guetta «Hey Mama» junto a Nicki Minaj y Afrojack. La canción alcanzó el número 8 en el Billboard Hot 100 y recibió 1,1 millones de descargas en junio de 2015. La canción originalmente no le iba a dar un reconocimiento como colaboradora a pesar de que ella canta las voces del coro y de fondo. Finalmente se le dio el crédito en junio de 2015 cuando se liberó el video musical.
En octubre de 2015, coescribió y colaboró con G-Eazy en la canción «Me, Myself & I», que alcanzó el puesto número siete en el Billboard Hot 100.

### 2016-2017: All Your Fault: Pt. 1 y All Your Fault: Pt. 2
En marzo de 2016, Rexha lanzó el sencillo «No Broken Hearts», en el que colabora con Nicki Minaj y que fue producido por Invisible Man. Antes del lanzamiento de la canción, Rexha vio al gerente de Minaj, Gee Roberson, en una fiesta. Ella le dejó escuchar la pista y le preguntó si Minaj haría la colaboración. Roberson envió la canción a Minaj y ella estuvo de acuerdo con la colaboración. El video musical de la canción fue lanzado en abril de 2016 y fue dirigido por Dave Meyers.
El 29 de julio de 2016 Bebe Rexha y el DJ y productor Martin Garrix lanzaron el sencillo «In the Name of Love». Alcanzó la posición veinticuatro en el Billboard Hot 100 y entró en el top 10 en países como Reino Unido, Australia, Finlandia, Países Bajos, Dinamarca, Suecia, Noruega, Nueva Zelanda, Portugal, entre otros. Su video musical fue lanzado el 28 de julio de 2016 en el canal de YouTube de Martin Garrix. Adicionalmente, fue elegida como conductora anfitriona de los MTV Europe Music Awards de 2016, que fueron celebrados el 6 de noviembre en Róterdam, donde cantó por primera vez su nuevo sencillo «I Got You». La canción se lanzó el 27 de octubre de 2016, siendo el 6 de enero de 2017 el estreno del vídeo musical.
El 24 de octubre del 2017, Rexha lanzó «Meant to Be», con la colaboración de Florida Georgia Line, el cual es el segundo sencillo del EP de Bebe Rexha, All Your Fault: Pt. 2. La canción logró la segunda posición del Billboard Hot 100, siendo la mejor posición de Rexha y Florida Georgia Line en dicho listado. El vídeo musical fue estrenado un día antes.

### 2017-2018: Expectations
En noviembre de 2017 la cantante anunció que su próximo proyecto se llamaría Expectations. Reveló la portada de este álbum el 8 de abril de 2018, y se lanzó el 22 de junio de 2018. Sus sencillos lanzados anteriormente All Your Fault, «I Got You» y «Meant to Be» también aparece en el material discográfico.
El 13 de abril de 2018, «Ferrari» y «2 Souls on Fire», este último con Quavo of Migos, se estrenaron como sencillos promocionales junto con el pedido anticipado del álbum. El 15 de junio de 2018, "I'm a Mess" se lanzó como el sencillo principal.
El 20 de noviembre de 2018, se lanzó «Say My Name» que contó con la participación de David Guetta y J Balvin. En diciembre del mismo año, fue nominada a Mejor Artista Nuevo en la 61ª Entrega Anual de los Premios Grammy.

### 2019-2021: Better Mistakes
El 15 de febrero de 2019, Rexha lanzó su sencillo «Last Hurrah». El 25 de febrero de 2019, se anunció será quinta entrenadora de The Voice Comeback Stage en la temporada 16. Rexha tuiteó en abril de 2019 que tenía doce canciones listas para su segundo álbum de estudio, y que su nueva música estaría inspirada en Britney Spears. El 1 de mayo de 2019, se anunció que forma parte en la apertura de la gira de los Jonas Brothers Happiness Begins.
El 31 de mayo de 2019, lanzó junto a The Chainsmokers la canción «Call You Mine». Es la tercera pista en que The Chainsmokers usa la voz de Rexha, seguido de los remixes de «Take Me Home» del trío de producción Cash Cash, y su sencillo debut, «I Can't Stop Drinking About You». Esta canción ganó el premio al mejor vídeo dance de los MTV Video Music Awards
Rexha dio más información sobre su próximo segundo álbum de estudio en junio de 2019. En julio de 2019, comentó que tenía una canción llamada «Mama»; luego la registró en la aplicación Shazam. El 12 del mismo mes, colaboró en el sencillo «Harder» de Jax Jones.
El 12 de agosto de 2019, confirmó el título y la fecha de lanzamiento del tema «Not 20 Anymore». La pista se estrenó como sencillo promocional junto a su video musical el 30 de agosto. Un mes después, lanzó «You Can't Stop the Girl» el tema principal de la banda sonora Maleficent: Mistress of Evil (2019). Rolling Stone la calificó «como un himno clásico de empoderamiento femenino, que gira entorno a la película».
El 14 de abril de 2021, anunció el título y la fecha de su segundo álbum vía redes sociales; Better Mistakes para el 7 de mayo de 2021.

## Estilo musical e influencias
Es conocida por una variedad de géneros, principalmente el pop. Su primer crédito de composición fue una canción de K-pop para Shinee, tema principal del álbum Lucifer, desde entonces ha lanzado música en el hip hop, rock alternativo, EDM, R&B, country, rock, dance y música electrónica.
Es influenciada principalmente por Britney Spears y Lauryn Hill. También ha expresado su admiración por artistas como Bob Marley, Madonna, Christina Aguilera, Blondie, Alanis Morissette y Coldplay.

## Discografía

### Álbumes
- Expectations (2018)
- Better Mistakes (2021)
- Bebe (2023)

## Premios y nominaciones
| Año  | Evento                              | Premio                               | Trabajo nominado                                      | Resultado | Ref.   |
| ---- | ----------------------------------- | ------------------------------------ | ----------------------------------------------------- | --------- | ------ |
| 2015 | Teen Choice Awards                  | Mejor colaboración                   | «Hey Mama» (con David Guetta, Nicki Minaj y Afrojack) | Nominada  | [ 76 ] |
| 2015 | MTV Europe Music Awards             | Mejor colaboración                   | «Hey Mama» (con David Guetta, Nicki Minaj y Afrojack) | Nominada  | [ 77 ] |
| 2015 | MTV Video Music Awards              | Canción del verano                   | «Hey Mama» (con David Guetta, Nicki Minaj y Afrojack) | Nominada  | [ 78 ] |
| 2015 | NRJ Music Awards                    | Video del año                        | «Hey Mama» (con David Guetta, Nicki Minaj y Afrojack) | Nominada  | [ 79 ] |
| 2016 | iHeartRadio Music Awards            | Canción para bailar del año          | «Hey Mama» (con David Guetta, Nicki Minaj y Afrojack) | Nominada  | [ 80 ] |
| 2016 | Billboard Music Award               | Top canción dance/electrónica        | «Hey Mama» (con David Guetta, Nicki Minaj y Afrojack) | Nominada  | [ 81 ] |
| 2016 | Premio BMI London                   | Mejor canción                        | «Hey Mama» (con David Guetta, Nicki Minaj y Afrojack) | Ganadora  | [ 82 ] |
| 2016 | Premio BMI London                   | Canción para bailar del año          | «Hey Mama» (con David Guetta, Nicki Minaj y Afrojack) | Ganadora  | [ 82 ] |
| 2016 | Premio BMI Pop                      | Mejor canción                        | «Hey Mama» (con David Guetta, Nicki Minaj y Afrojack) | Ganadora  | [ 83 ] |
| 2016 | International Dance Music Awards    | Mejor canción Rap/Hip Hop/Trap Dance | «Hey Mama» (con David Guetta, Nicki Minaj y Afrojack) | Ganadora  | [ 84 ] |
| 2016 | International Dance Music Awards    | Mejor canción R&B/Urban Dance        | «Hey Mama» (con David Guetta, Nicki Minaj y Afrojack) | Nominada  | [ 84 ] |
| 2016 | MTV Europe Music Awards             | Mejor nuevo acto                     | Bebe Rexha                                            | Nominada  | [ 85 ] |
| 2016 | MTV Europe Music Awards             | Mejor acto                           | Bebe Rexha                                            | Nominada  | [ 85 ] |
| 2016 | MTV Europe Music Awards             | Mejor look                           | Bebe Rexha                                            | Nominada  | [ 85 ] |
| 2016 | Bravo Otto                          | Super cantante femenina              | Bebe Rexha                                            | Nominada  | [ 86 ] |
| 2017 | WDM Radio Awards                    | Mejor Global Track                   | «In the Name of Love» (con Martin Garrix)             | Nominada  | [ 87 ] |
| 2017 | Premio BMI R&B/Hip-Hop              | Canción del año                      | «Me, Myself & I» (con G-Eazy)                         | Ganadora  | [ 88 ] |
| 2017 | Premio BMI R&B/Hip-Hop              | Canción R&B/Hip-Hop más interpretada | «Me, Myself & I» (con G-Eazy)                         | Ganadora  | [ 88 ] |
| 2018 | iHeartRadio Music Awards            | Mascota más tierna                   | Bear Rexha                                            | Nominada  | [ 89 ] |
| 2018 | WDM Radio Awards                    | Mejor vocalista electrónica          | Bebe Rexha                                            | Nominada  | [ 90 ] |
| 2018 | Billboard Music Award               | Mejor canción country                | «Meant to Be» (con Florida Georgia Line)              | Nominada  | [ 91 ] |
| 2018 | Radio Disney Music Awards           | Mejor canción country                | «Meant to Be» (con Florida Georgia Line)              | Ganadora  | [ 92 ] |
| 2018 | Radio Disney Music Awards           | Mejor colaboración                   | «Meant to Be» (con Florida Georgia Line)              | Nominada  | [ 92 ] |
| 2018 | Radio Disney Music Awards           | Mejor nuevo artista                  | Bebe Rexha                                            | Ganadora  | [ 92 ] |
| 2018 | Teen Choice Awards                  | Mejor colaboración                   | «Meant to Be» (con Florida Georgia Line)              | Nominada  | [ 93 ] |
| 2018 | Teen Choice Awards                  | Mejor canción country                | «Meant to Be» (con Florida Georgia Line)              | Ganadora  | [ 93 ] |
| 2018 | MTV Video Music Awards              | Mejor colaboración                   | «Meant to Be» (con Florida Georgia Line)              | Nominada  | [ 94 ] |
| 2018 | iHeartRadio Much Music Video Awards | Canción del verano                   | «Meant to Be» (con Florida Georgia Line)              | Nominada  | [ 95 ] |
| 2018 | iHeartRadio Much Music Video Awards | Mejor colaboración                   | «Meant to Be» (con Florida Georgia Line)              | Ganadora  | [ 95 ] |
| 2019 | MTV EMAs                            | Mejor actuación world stage          | Bebe Rexha                                            | Nominada  |        |
| 2019 | Grammy Awards                       | Artista Nuevo                        | Bebe Rexha                                            | Nominada  |        |

## Giras musicales
Anfitriona
- «All Your Fault Tour» (2017)
- «Bebe & Bassy Tour» (2017)
- «Best F*n Night Of My Life Tour» (2023)

Telonera
- «Live in Concert» (2015) – Nick Jonas
- «Delirium World Tour» (2016) – Ellie Goulding
- «24K Magic World Tour» (2018) – Bruno Mars
- «Witness: The Tour» (2018) – Katy Perry
- «Happiness Begins Tour» (2019) – Jonas Brothers